# PrefSuite
PrefSuite es un paquete de software o suite de programas que integra todos los apartados para empresas dedicadas a la industria del cerramiento acristalado (orientado a carpinterías de aluminio, madera, y PVC, carpinterías metálicas, distribuidores y proveedores). Bajo una misma solución, gestiona distintos productos (ventanas, puertas, fachadas, persianas, toldos...) y de diferentes materias primas (aluminio, PVC, madera, acero).

## Historia
La aplicación de PrefSuite se desarrolla desde Preference. Esta es una empresa de software nacida en Valencia (España) que desde 1994, ofrece soluciones a la industria del cerramiento. Es una aplicación modular (se adapta a las necesidades del cliente) ofreciendo un programa informático que abarca la gestión administrativa, comercial y productiva.
Actualmente Preference está presente en más de 20 países, y dispone de oficinas establecidas en España, Alemania, Canadá, México, Portugal, Rusia, Brasil, Estados Unidos o Italia, entre otros.
PrefSuite cuenta con soluciones tanto para la propia fábrica como para sus puntos de venta que desde la cartera de pedidos optimizan el resto de procesos incluyendo las ventas, las compras, el stock, la producción y las expediciones.
Dada su modularidad y escalabilidad, PrefSuite se ajusta a las necesidades de cualquier tamaño de empresa (adaptándose a empresas de unos pocos trabajadores hasta empresas de unos cientos e incluso miles de empleados).

## Características
Está compuesto por varias aplicaciones y módulos: como PrefCAD, dedicado al diseño de ventanas y cerramientos; PrefGest, para presupuestar los diseños y llevar la contabilidad, gestión, CRM y planificación de toda la empresa.
Gracias al módulo de conexión con maquinaria, PrefCAM, cualquier modelo diseñado y presupuestado se genera con toda la información de fabricación de acuerdo con las especificaciones del proveedor de sistemas de carpintería, cuyos datos se han introducido previamente con el módulo PrefWise. De esta forma las ventanas se envían directamente a producción sin tener que hacer los cálculos manualmente.
Otro módulo, PrefCIM, permite colocar monitores en el taller para mostrar al operario la información necesaria en las operaciones manuales.
También dispone de versiones para distribución de sus productos como PrefShop y PrefWeb, y aplicaciones para PDA, PrefPocket, que incluyen la gestión de mediciones (PrefMeasuring), las expediciones (PrefShipping) y el montaje (PrefMounting).
- Solución de software “todo en uno”: una plataforma común e integrada para automatizar todos los procesos de la empresa en una única solución.
- Con la gama completa de funcionalidades requeridas.
- Moderno y con una interfaz gráfica de usuario fácil y atractiva.
- Control automático de la plausibilidad.
- Alto grado de integración con otras aplicaciones externas.
- Alto grado de adaptación y personalización de acuerdo con requisitos específicos.
- Compatibilidad con todas las máquinas de producción automáticas.
- Soporte completo para todo tipo de material.
- Capacidad para construir ventanas, puertas y fachadas con cualquier complejidad.
- Sistema de gestión con base de datos relacional.
- Disponibilidad de todos los datos para mostrar informes analíticos y estadísticos.